# Cucurrucucú paloma

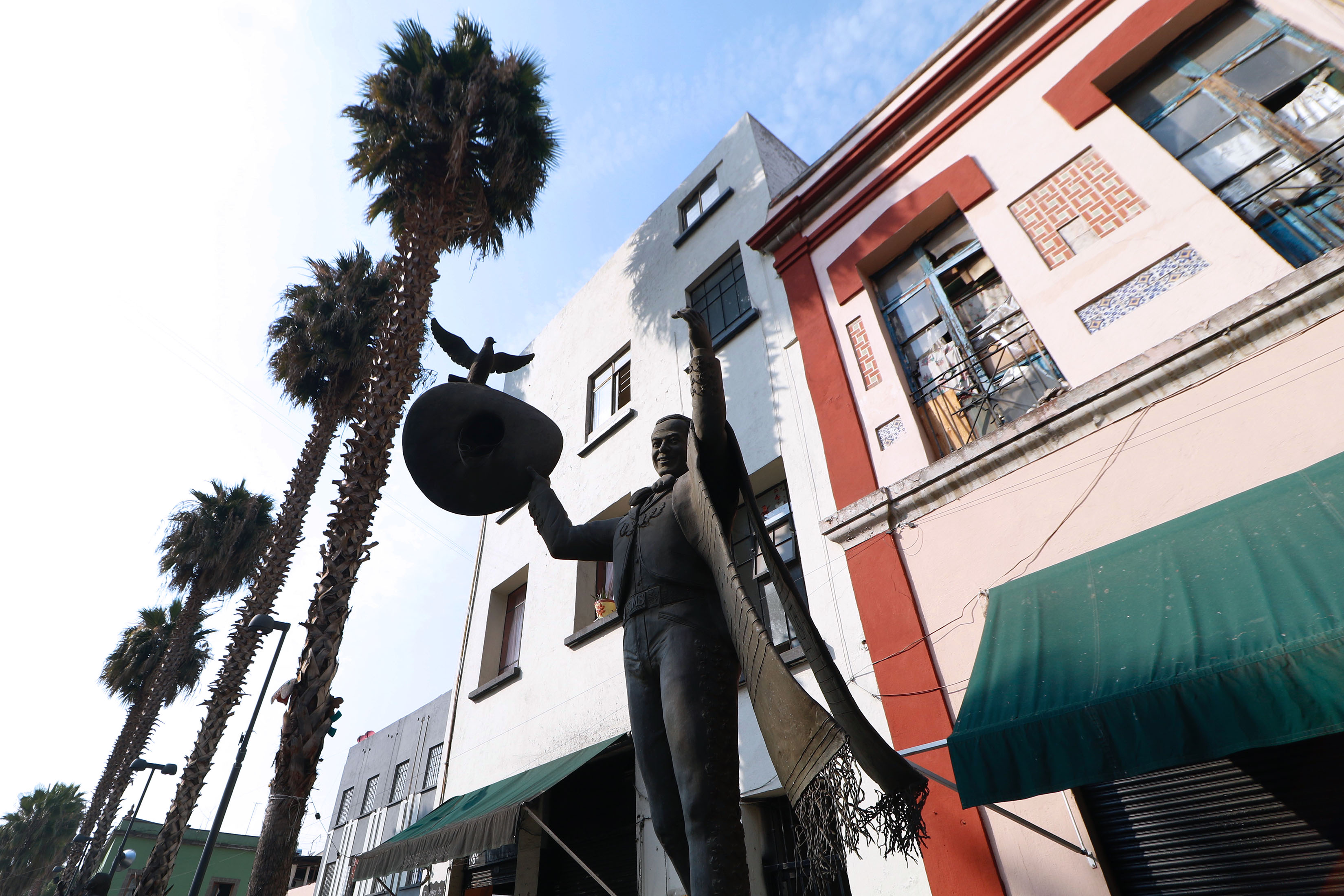
Monumento a Tomás Méndez en Plaza Garibaldi, Ciudad de México.

«Cucurrucucú paloma» es una canción mexicana estilo huapango escrita por Tomás Méndez en 1954. El título es una referencia onomatopéyica al canto característico de la paloma. La letra alude al mal de amores. 
Con el correr de los años, la canción ha sido utilizada como banda sonora de varias películas y ha obtenido popularidad internacional. Inicialmente, apareció en la comedia mexicana Escuela de vagabundos filmada en 1955, donde la canta la estrella de la película, Pedro Infante. En 1965, la canción también dio su nombre a la película mexicana Cucurrucucú Paloma, dirigida por Miguel Delgado, con la actuación de Lola Beltrán, quién interpretaba a "Paloma Méndez".  En el film de Pedro Almodóvar Hable con ella, de 2002, es interpretada por el cantante brasileño Caetano Veloso. Otras películas en que la canción apareció incluyen Cómo destruir al más famoso agente secreto del mundo, El último atardecer, Happy Together, My Son, My Son, What Have Ye Done?, Eternamente comprometidos. Más recientemente, en la multipremiada y acreedora al Premio de la Academia por Mejor Película, Moonlight. Y también en la película italiana Stranizza D'Amuri dirigida por Giuseppe Fiorello, inspirada en el crimen de Giarre, dedicada a las dos víctimas, Giorgio Agatino Giammona y Antonio Galatola.     
Desde su primera edición de 1956, en una versión cantada por Harry Belafonte, ha sido grabada por varios otros cantantes populares, como Los Ángeles Negros, María Dolores Pradera, Joan Baez, Alejandra Guzmán, Luis Miguel, Rocío Dúrcal, Perry Como, Miguel Aceves Mejía, Hibari Misora, Nana Mouskouri, Julio Iglesias, Shirley Kwan, Lila Downs, Rosemary Clooney, Silvia Pérez Cruz, Juan Diego Flórez, Jairo, Caetano Veloso, Natalia Lafourcade, Luis Alberto del Paraná y Los paraguayos, entre muchos otros más. Además, parte del estribillo es tomado por Franco Battiato, tanto en italiano como en español, en su canción titulada "Cucurrucucú", cuya letra contiene referencias a varias canciones de los años 50 y 60.
La canción ha sido interpretado en varios idiomas, entre ellos inglés, japonés, alemán, portugués, italiano y francés.